# Distretto di Lukou
Il distretto di Lukou (渌口区S) è un distretto della Cina, situato nella provincia di Hunan e amministrato dalla prefettura di Zhuzhou.